# Ницше, Джек
Бернард Альфред «Джек» Ницше (англ. Bernard Alfred "Jack" Nitzsche; 22 апреля 1937 — 25 августа 2000) — американский кинокомпозитор, аранжировщик  и музыкальный продюсер, лауреат премии «Оскар» 1983 года за песню из фильма «Офицер и джентльмен» (вместе с Баффи Сент-Мари и поэтом Уиллом Дженнингсом).

## Биография
Ницше родился в Чикаго и вырос на ферме в Ньюэйго, штат Мичиган, в семье немецких иммигрантов. В 1955 году он переехал в Лос-Анджелес с мечтой стать джазовым саксофонистом. Его нанял Сонни Боно, который в то время был исполнительным директором по подбору репертуара в компании Specialty Records, на должность музыкального копииста. Работая там, Ницше написал шуточный хит под названием «Bongo Bongo Bongo». Вместе с Боно он написал песню «Needles and Pins» для Джеки ДеШэннон, которая позже была записана группой The Searchers. Его инструментальная композиция «The Lonely Surfer» вошла в топ-100 Cash Box 3 августа 1963 года и достигла 37-го места.

## Музыка к фильмам
- Мулен Руж! (2001) / Moulin Rouge! (композиция Elephant Love Medley)
- Постовой на перекрёстке (1995) / Crossing Guard, The
- Голубое небо (1994) / Blue Sky
- Бегущий индеец (1991) / Indian Runner, The
- Русалки (1990) / Mermaids
- Игра с огнём (1990) /Hot Spot, The
- Последний из наилучших (1990) /Last of the Finest, The
- Месть (1990) / Revenge
- Ближайший родственник (1989) / Next of Kin
- Седьмое знамение (1988) / Seventh Sign, The
- Улицы из золота (1986) / Streets of Gold
- Останься со мной (1986) / Stand by Me
- Девять с половиной недель (1986) / Nine 1/2 Weeks
- Жемчужина Нила (1985) / Jewel of the Nile, The
- Человек со звезды (1984) / Starman
- Остриё бритвы (1984) / Razor’s Edge, The
- На последнем дыхании (1983) / Breathless
- Офицер и джентльмен (1982) / An Officer and a Gentleman
- Консервный ряд (1982) / Cannery Row
- Личный рекорд (1982) / Personal Best
- Сердцебиение (1980) / Heart Beat
- Разыскивающий (1980) / Cruising
- Жесткач (1979) / Hardcore
- Синие воротнички (1978) / Blue Collar
- Герои (1977) / Heroes
- Пролетая над гнездом кукушки (1975) / One Flew Over the Cuckoo’s Nest
- Дворец Грисера (1972) / Greaser’s Palace
- Представление (1970) / Performance

## Премии и награды
| Год  | Церемония вручения наград премии | Премия           | Категория                                                                                               | Работа                                                                                                | Результат  |
| ---- | -------------------------------- | ---------------- | --- | --- | ---------- |
| 1976 | 48-я                             | «Оскар»          | Лучшая музыка: Оригинальный саундтрек                                                                   | «Пролетая над гнездом кукушки»                                                                        | Номинант   |
| 1977 | 30-я                             | «BAFTA»          | Лучшая музыка к фильму                                                                                  | «Пролетая над гнездом кукушки»                                                                        | Номинант   |
| 1977 | 19-я                             | «Грэмми»         | Лучший альбом с оригинальной музыкой, написанной для кинофильма или специального телевизионного выпуска | «Пролетая над гнездом кукушки»                                                                        | Номинант   |
| 1978 | 4-я                              | «LAFCA»          | Лучшая музыка к фильму                                                                                  | «Синие воротнички»                                                                                    | Номинант   |
| 1983 | 55-я                             | «Оскар»          | Лучшая музыка к фильму: Оригинальный саундтрек                                                          | «Офицер и джентльмен»                                                                                 | Номинант   |
| 1983 | 55-я                             | «Оскар»          | Лучшая песня к фильму                                                                                   | «Up Where We Belong» («Офицер и джентльмен», Джек Ницше совместно с Баффи Сент-Мари и Уилл Дженнингс) | Лауреат    |
| 1983 | 40-я                             | Золотой глобус   | Лучшая песня                                                                                            | «Up Where We Belong» («Офицер и джентльмен», Джек Ницше совместно с Баффи Сент-Мари и Уилл Дженнингс) | Лауреат    |
| 1984 | 37-я                             | BAFTA            | Лучшая песня к фильму                                                                                   | «Up Where We Belong» («Офицер и джентльмен», Джек Ницше совместно с Баффи Сент-Мари и Уилл Дженнингс) | Победитель |
| 1984 | 37-я                             | BAFTA            | Лучшая музыка к фильму                                                                                  | «Офицер и джентльмен»                                                                                 | Номинант   |
| 1985 | 42-я                             | «Золотой глобус» | Лучшая музыка к фильму                                                                                  | «Человек со звезды»                                                                                   | Номинант   |

## Интересные факты
- Умер ровно через 100 лет, день в день, после Фридриха Ницше, с которым, несмотря на созвучность фамилий, они не однофамильцы.
- На всемирно известной композиции группы The Rolling Stones «(I Can’t Get No) Satisfaction» исполняет партию клавишных, которая практически не слышна в распространённой монофонической версии песни, только в стереофоническом миксе, который встречается крайне редко.